# Раоэлисон, Жан де Дьё
Жан де Дьё Раоэлисон (фр. Jean de Dieu Raoelison; род. 31 июля 1963, Аривунимаму, Мадагаскар) — мадагаскарский прелат. Титулярный епископ Корникуланы и вспомогательный епископ архиепархии Антананариву с 25 марта 2010 по 11 апреля 2015. Епископ Амбатундразаки с 11 апреля 2015 по 5 июня 2023. Архиепископ Антананариву с 5 июня 2023. 